# Aliança Militar Islâmica
Aliança Militar Islâmica é uma aliança militar intergovernamental composta por 34 países do mundo muçulmano unidos em torno de uma intervenção militar contra o grupo terrorista Estado Islâmico e outras atividades de combate ao terrorismo.
Trata-se de uma coalizão formada por iniciativa da Arábia Saudita no final de 2015, embora em seus estágios iniciais foi delineada pela intervenção no Iêmen. É direcionada principalmente a combater o terrorismo, a rebelião dos Houthis no Iêmen e o Estado Islâmico no Iraque, na Síria e na Líbia.
Mais outros dez países islâmicos, incluindo a Indonésia (maior nação muçulmana do mundo), manifestaram o seu apoio para a aliança, e o Azerbaijão está a discutir a adesão à aliança. A Arábia Saudita também convidou o Afeganistão para se juntar a sua recém-formada Aliança Militar Islâmica contra o terrorismo. O embaixador do Tajiquistão  na Arábia Saudita confirmou que o Tajiquistão está a estudar seriamente a possibilidade de aderir a Coalizão Islâmica para combater o terrorismo.
A organização baseia-se em um centro de comando conjunto em Riade, Arábia Saudita. A sua criação foi anunciada pela primeira vez por Mohammad bin Salman Al Saud, ministro da Defesa da Arábia Saudita, em 15 de dezembro de 2015.